# Luis Gutiérrez Martín
Luis Gutiérrez Martín CMF (ur. 26 listopada 1931 w Navalmanzano, zm. 22 czerwca 2016) – hiszpański duchowny katolicki, biskup Segowii 1995-2007.

## Życiorys
Święcenia kapłańskie otrzymał 8 września 1957.
15 września 1988 papież Jan Paweł II mianował go biskupem pomocniczym Madrytu ze stolicą tytularną Tisedi. 23 października tego samego roku z rąk kardynała Ángela Suquía Goicoechea przyjął sakrę biskupią. 12 maja 1995 objął godność biskupa diecezjalnego Segowii. 3 listopada 2007 ze względu na wiek na ręce papieża Benedykta XVI złożył rezygnację z zajmowanej funkcji.
Zmarł 22 czerwca 2016.